# Citizenfour. Правда Сноудена
«Citizenfour. Правда Сноудена» (англ. Citizenfour) — документальный фильм 2014 года, рассказывающий об Эдварде Сноудене и о разоблачённой им массовой слежке. Лента стала лауреатом нескольких престижных кинонаград, в том числе BAFTA, «Спутник» и «Оскар».

## Сюжет
Этот фильм об Эдварде Сноудене, но не о нём. Он о людях, которые идут вперёд и рискуют.
Оригинальный текст (англ.)The film is about Edward Snowden, but not about him. It's about people who come forward and take risks.
— Лора Пойтрас
В январе 2013 года журналистка, кинопродюсер, кинорежиссёр и кинооператор Лора Пойтрас начала получать по электронной почте зашифрованные письма от человека, подписывавшегося как Citizenfour. В них он утверждал, что является высокопоставленным правительственным служащим и имеет доказательства того, что Агентство национальной безопасности тайно следит за миллионами людей по всему миру. Пять месяцев спустя она с двумя коллегами-журналистами отправилась в Гонконг, в гостиницу The Mira Hong Kong, на встречу с «Гражданином четыре», настоящее имя которого было Эдвард Сноуден.

## В ролях
В связи с тем, что фильм является документальным, все появившиеся в нём люди сыграли сами себя.
- Эдвард Сноуден
- Гленн Гринвальд
- Уильям Бинни
- Джейкоб Эпплбаум
- Джулиан Ассанж
- Лора Пойтрас
- Джереми Скейхилл[англ.]
- Роберт Тиббо[исп.]
- Гарри Прегерсон[англ.]
- Майкл Дейли Хокинс[англ.]

## Создание, премьеры
В основу фильма были положены несколько интервью, взятых Лорой Пойтрас у Эдварда Сноудена в течение восьми дней во время его пребывания в Гонконге, но также Пойтрас летала и в Москву, когда Сноуден перебрался туда для окончательной отшлифовки получившегося.
Фильм снят в стиле синема верите. В качестве саундтрека были использованы композиции группы Nine Inch Nails из их альбома Ghosts I–IV (2008), которые музыканты передали в общественное достояние под лицензией Creative Commons сразу же после выхода альбома. Монтаж фильма проводился в Берлине, куда Пойтрас прилетела из Гонконга, не возвращаясь в США, чтобы избежать встречи с сотрудниками ФБР. Все отснятые материалы, более 20 часов записи, были зашифрованы и имели многоуровневую защиту, в частности, компьютеры, на которых проводились работы по созданию фильма, были защищёны с помощью так называемого «воздушного зазора». Если создателям ленты надо было поговорить, и их разговор был хотя бы частично конфиденциальным, они убирали из этой комнаты все электронные приборы, или выходили из монтажной, оставив там свои телефоны. В финальных титрах указаны программы и системы, «без которых этот фильм был бы невозможен»: Tor, TAILS, Debian, OTR, GnuPG, TrueCrypt, SecureDrop. Уже через несколько дней после премьеры «Фонд электронных рубежей» опубликовал их полный список.
Премьера фильма состоялась 10 октября 2014 года на Нью-Йоркском кинофестивале. Основным дистрибьютером (показ в кинотеатрах США) ленты выступила компания The Weinstein Company.
Премьера фильма в России состоялась 25 июня 2015 года в рамках Московского международного кинофестиваля (в рамках программы документального кино «Свободная мысль»).

### Премьерные показы в кинотеатрах
- США — 24 октября 2014 (ограниченный), 23 февраля 2015 (по всей стране)
- Великобритания — 31 октября 2014 (ограниченный)
- Германия — 6 ноября 2014
- Канада — 7 ноября 2014 (только в Торонто)
- Дания — 20 ноября 2014
- Австрия — 1 января 2015
- Австралия — 12 февраля 2015 (ограниченный)
- Франция — 4 марта 2015
- Португалия — 12 марта 2015
- Финляндия — 20 марта 2015
- Испания — 27 марта 2015 (ограниченный)
- Тайвань, Норвегия — 17 апреля 2015
- Гонконг — 7 мая 2015
- Польша — 15 мая 2015
- Нидерланды — 28 мая 2015[12]
- Россия — 9 июля 2015[13]

## Критика, противостояния
В целом, «Citizenfour. Правда Сноудена» получил весьма положительные отзывы от самых разных кинокритиков. Журнал Time поместил его на 8-е место в своём списке «10 лучших фильмов 2014 года», журнал Vanity Fair — на 4-е, блог Grantland — на 3-е. Кинокритик Дэвид Эделштейн назвал ленту «авангардным параноидальным конспирологическим триллером» и посоветовал зрителям «не покупать билеты на этот фильм онлайн или по кредитной карте».
Обширную подборку отзывов и рецензий на «Гражданина четыре», опубликованных с 13 октября по 25 декабря 2014 года, выложил сайт fandor.com.
В декабре 2014 года 89-летний Хорейс Эдвардс, бывший офицер ВМФ США и бывший секретарь канзасского Департамента транспорта, подал в суд «от имени всего американского народа» на производителей и дистрибьютеров «Гражданина четыре», и на самого Эдварда Сноудена. В феврале 2015 года производители фильма обратились в Канзасский суд с просьбой отклонить этот иск, ссылаясь на Первую поправку и прецедент Бартницки против Воппера (2001).
Также в декабре 2014 года предпринимались попытки убрать эту ленту из списков кандидатов на получение «Оскара» в связи с некоторыми незначительными нарушениями регламента этой премии.

## Награды и номинации
| Дата            | Событие                                               | Номинация                                               | Награждённый                                   | Итог      |
| --------------- | ----------------------------------------------------- | ------------------------------------------------------- | ---------------------------------------------- | --------- |
| 29 октября 2014 | Dok Leipzig                                           | Leipziger Ring                                          | «Citizenfour. Правда Сноудена»                 | Победа    |
| 1 декабря 2014  | Gotham Awards                                         | Лучший документальный фильм                             | «Citizenfour. Правда Сноудена»                 | Победа    |
| 5 декабря 2014  | Премия Международной ассоциации документалистов       | Лучший Feature                                          | «Citizenfour. Правда Сноудена»                 | Победа    |
| 7 января 2015   | Cinema Eye Honors                                     | Выдающееся достижение в документальном кинопроизводстве | «Citizenfour. Правда Сноудена»                 | Победа    |
| 7 января 2015   | Cinema Eye Honors                                     | Лучшая режиссура                                        | Лора Пойтрас                                   | Победа    |
| 7 января 2015   | Cinema Eye Honors                                     | Лучший монтаж                                           | Матильда Боннефой                              | Победа    |
| 7 января 2015   | Cinema Eye Honors                                     | Лучшее продюсирование                                   | Лора Пойтрас, Матильда Боннефой и Дирк Вилуцки | Победа    |
| 7 января 2015   | Cinema Eye Honors                                     | Выбор аудитории                                         | «Citizenfour. Правда Сноудена»                 | Номинация |
| 7 января 2015   | Cinema Eye Honors                                     | Выдающееся достижение в кинематографии                  | «Citizenfour. Правда Сноудена»                 | Номинация |
| 15 января 2015  | Награда «Выбор кинокритиков»                          | Лучший документальный полнометражный фильм              | «Citizenfour. Правда Сноудена»                 | Победа    |
| 30 января 2015  | «Эдди» — премия общества Американских кино-монтажёров | Лучший монтаж в полнометражном документальном фильме    | Матильда Боннефой                              | Победа    |
| 7 февраля 2015  | Премия Гильдии режиссёров Америки                     | Лучшая режиссура документального фильма                 | Лора Пойтрас                                   | Победа    |
| 8 февраля 2015  | Премия BAFTA                                          | Лучший документальный фильм                             | «Citizenfour. Правда Сноудена»                 | Победа    |
| 15 февраля 2015 | Премия Спутник                                        | Лучший документальный фильм                             | «Citizenfour. Правда Сноудена»                 | Победа    |
| 21 февраля 2015 | Премия Независимый дух                                | Лучший документальный фильм                             | «Citizenfour. Правда Сноудена»                 | Победа    |
| 22 февраля 2015 | Премия Оскар                                          | Лучший документальный полнометражный фильм              | «Citizenfour. Правда Сноудена»                 | Победа    |

По мнению журнала Variety, «Citizenfour. Правда Сноудена» мог бы номинироваться на «Оскар» и в самой престижной номинации — «Лучший фильм»; эту же точку зрения поддержал журнал The Hollywood Reporter, но в итоге в этой номинации лента не участвовала.